# Achaea janata
Achaea janata är en fjärilsart som först beskrevs av Carl von Linné 1758.  Achaea janata ingår i släktet Achaea och familjen nattflyn. Inga underarter finns listade i Catalogue of Life.

## Bildgalleri

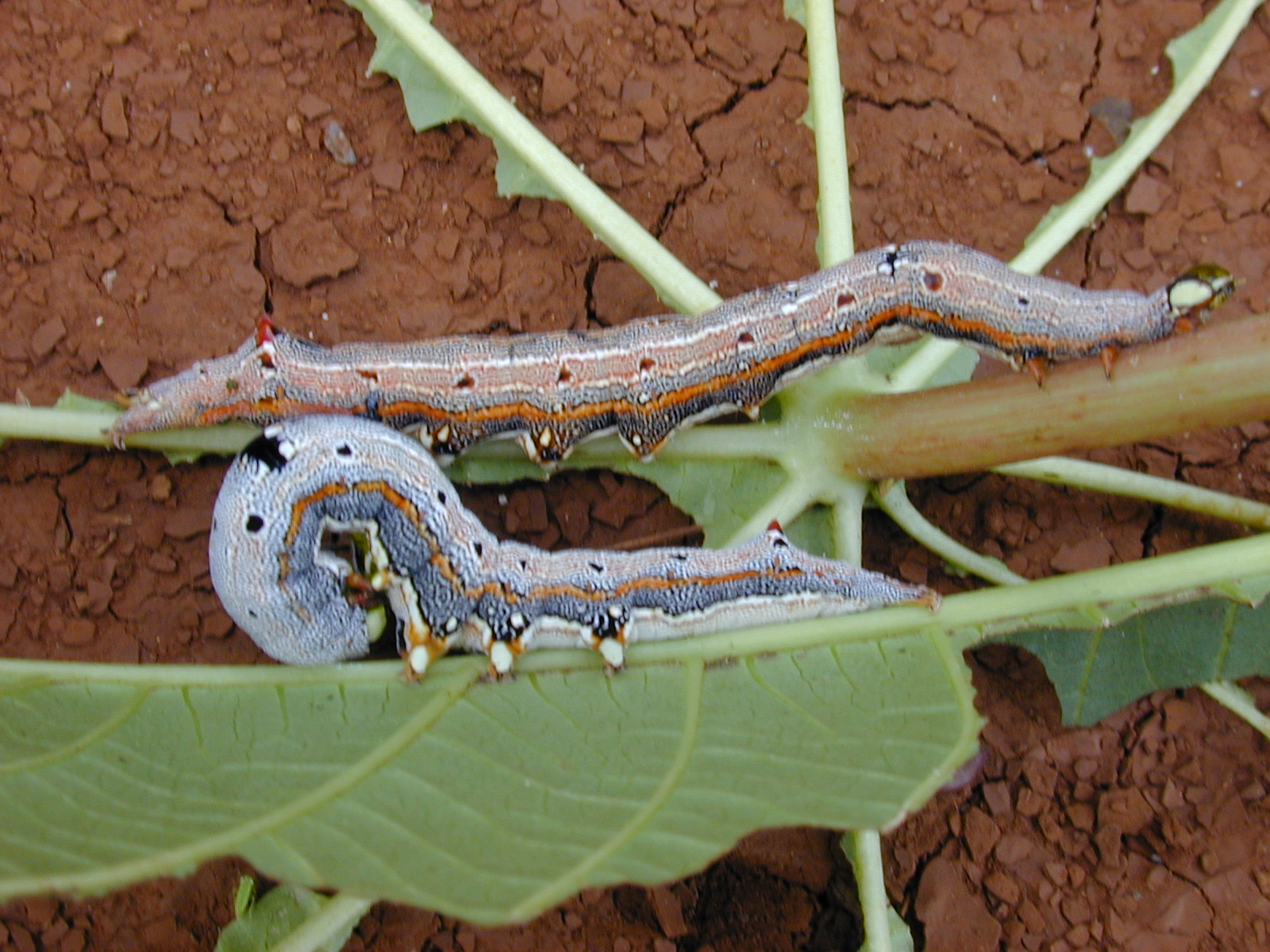
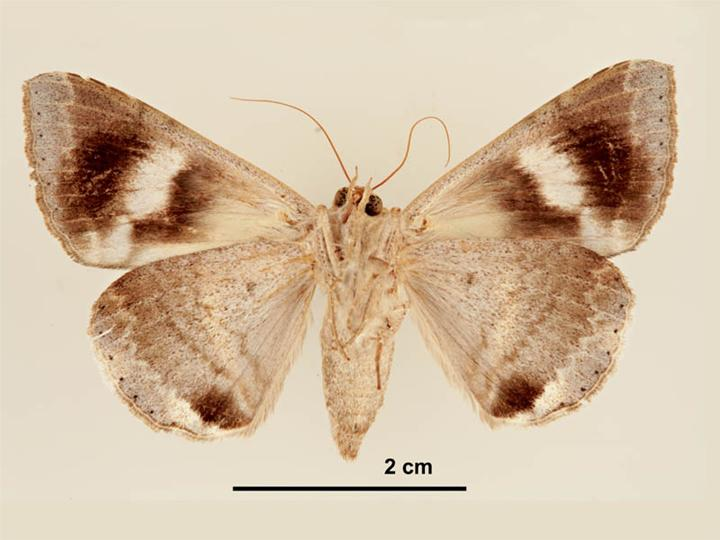
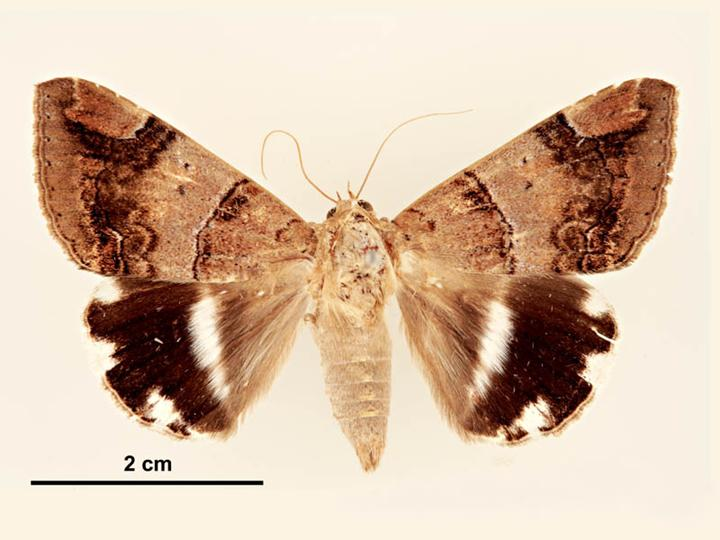
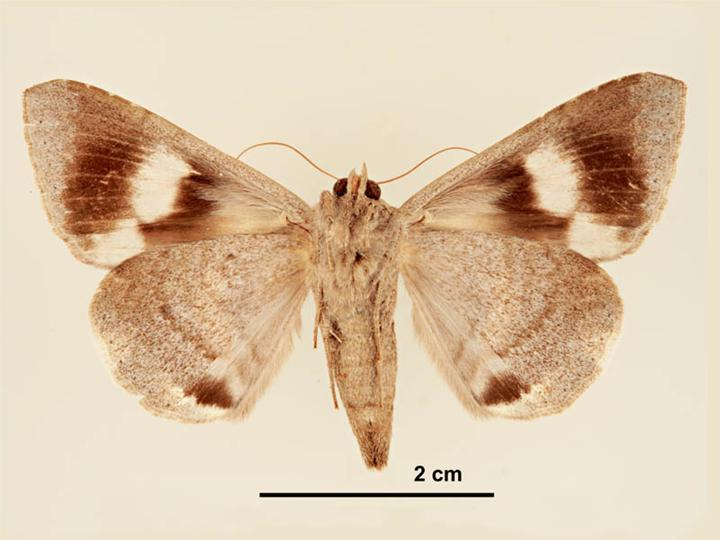
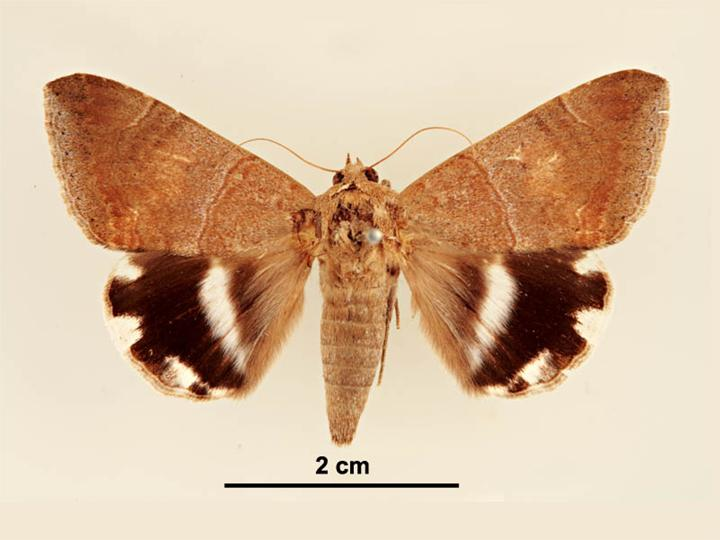
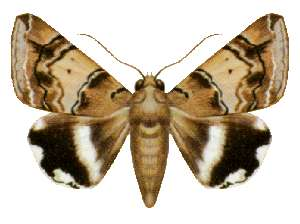